# 踊る大捜査線 THE MOVIE
『踊る大捜査線 THE MOVIE』（おどるだいそうさせん ザ・ムービー）は1998年の日本映画（実写）。フジテレビの連続テレビドラマ『踊る大捜査線』の劇場版。副題は、『湾岸署史上最悪の3日間!』。

## 概要
連続テレビドラマ『踊る大捜査線』の劇場版として1997年10月15日に制作発表され、1998年6月23日クランクイン、10月31日に全国東宝系で公開された。観客動員700万人、興行収入101億円で邦画年間興行収入1位（配給収入では53億）、実写邦画歴代興行収入第2位（公開当時。2025年現在は第3位）を記録した。また、日本アカデミー賞に於いてはいかりや長介が最優秀助演男優賞を受賞した。ソフト初出はVHSで翌年6月15日に発売。劇中では1998年11月4日 から11月6日の3日間の出来事を描いている。

## ストーリー
1998年11月4日 、湾岸署管轄のある川で水死体が発見される。当初は自殺かと思われたが、司法解剖の結果、胃袋からテディベアのぬいぐるみが発見されたことで、事件は猟奇殺人の様相を呈する。
時を同じくして、湾岸署内では、刑事課のデスクから領収書や小銭入れなどが盗まれるという、不可解な窃盗事件が連続して発生する。鑑識課員が現場検証を行い、刑事が刑事に事情聴取をするなど、署内は混乱に包まれる。
さらにその夜、事態は一気に緊迫する。警視庁の吉田副総監が、湾岸署管轄内で身代金目的の誘拐にあうという大事件が発生。事態を重く見た本庁は、湾岸署に特別捜査本部を設置し、室井らが指揮を執ることとなる。本庁は極秘裡に捜査を進め、所轄である湾岸署の刑事たちには一切捜査への協力を求めようとしなかった。
本庁のやり方に反発を感じながらも、青島たちは殺人事件の捜査に邁進する。
翌日5日、後輩である真下刑事と本庁に在籍している彼の同僚によって被害者がインターネットで仮想殺人のホームページに頻繁にアクセスしていたことを知った青島は、そのホームページの開発者・テディとの接触を図る。
同じ頃、室井たちは誘拐犯との身代金受け渡しを実行に移そうとしていた。ところが、指定された遊園地に刑事たちを配備していたことが犯人グループに気づかれ、計画は失敗。指揮を執っていた室井は、辛い立場に追い込まれる。
一方、青島たちもテディと名乗る人物が女であることを突き止めたが、目の前に現れた彼女に隙を突かれ取り逃がしてしまうのであった。
そんな中、副総監と親交の深かった和久は、ただ一人独自で副総監の家の周りの聞き込み調査を開始していた。
誘拐犯グループから副総監殺害を予告する電話が入ると、室井たち本庁捜査陣は仕方なく公開捜査に切り替え、湾岸署の刑事たちにも検問などの出動命令を下す。
そんな中、殺人事件の容疑者が、過去に精神鑑定を受けていた日向真奈美であると判明する。徹夜だったこともあり、青島が眠気に耐えられず応接室で仮眠しようとしたその時、湾岸署に拳銃を持って日向が現れる。彼女は不敵な笑みを浮かべ、殺人を犯した自分を早く逮捕し、死刑台へ連れて行けと挑発する。青島はひとりの警官の偶然ともいえる活躍によって日向を逮捕するが、彼女は警察の弱点や心理を巧みにつき、青島たちを翻弄するのだった。
だが、逮捕のきっかけとなった警官は制服を巧みに使用して、所内で領収書以外の小銭入れなどの窃盗を働いていた犯人でもあった。こうして湾岸署の事件は一件落着する。
翌日6日、青島は犯罪に詳しい彼女なら犯人像のヒントをくれるはずだという理由で日向に取り調べを行う。取り調べを通じて、犯人が未成年者であるということを突き止める。同じ頃、副総監の家の周りの聞き込みをしていた和久が、怪しい少年の存在に目を光らせていた。ところが、その少年の後をつけていた和久は少年とその仲間に襲われ、ゴミ焼却場に拉致されてしまう。日向のヒントを頼りに、殺人マニアのチャット仲間から未成年者を探っていた青島たちは、やがてその中に坂下始という少年の名前を見つける。
そして、和久の地道な捜査と青島のひらめきが繋がり、青島と恩田の2人は、始の住む団地に乗り込み、焼却場で和久を助けると、2人は少年の家に突入した。そこで彼らを待ち受けていたのは、ゲーム感覚で副総監誘拐を企てた少年たちのグループだった。青島は彼らを逮捕しようとする。ところが、少年を溺愛する母親が青島を背中から包丁で刺してしまった。
傷を負いながらも、青島は恩田との連携で犯人確保に成功する。後から駆けつけた室井は、青島を病院に運ぼうと必死に車を走らせる。恩田の膝の上で虫の息の青島。やがて、静かになった青島は、2人の心配をよそに3日間の寝不足から深い眠りについていたのであった。
こうして、副総監誘拐事件は解決。領収書窃盗の犯人も、実は経費削減を訴える神田署長の仕業であることが判明して、湾岸署には平和が戻る。一方その頃、怪我で入院していた青島は、一日も早く現場へ復帰すべくリハビリに専念しているのだった。

## キャスト
踊る大捜査線シリーズの登場人物一覧も参照のこと。
- 青島俊作（湾岸署刑事課強行犯係・巡査部長） - 織田裕二
- 室井慎次（警視庁刑事部参事官・警視正） - 柳葉敏郎
- 恩田すみれ（湾岸署刑事課盗犯係・巡査部長） - 深津絵里
- 柏木雪乃（湾岸署刑事課強行犯係・巡査） - 水野美紀
- 真下正義（湾岸署刑事課強行犯係長・警部補） - ユースケ・サンタマリア
- 中西修（湾岸署刑事課盗犯係長・警部補） - 小林すすむ
- 魚住二郎（湾岸署刑事課強行犯係長代理・警部補） - 佐戸井けん太
- スリーアミーゴス
  - 神田総一朗 - 北村総一朗
  - 秋山晴海 - 斉藤暁
  - 袴田健吾 - 小野武彦
- （湾岸署警務課長・警部） - 山崎一
- （湾岸署会計課長・警部） - 温水洋一
- 坂下始 - 北山雅康
- 山下圭子（湾岸署交通課・巡査長） - 星野有香
- 島津（警視庁刑事部捜査第一課長・警視正） - 浜田晃
- 大林中隊長（警視庁刑事部捜査第一課第一特殊捜査専任管理官・警視） - 隆大介
- 吉田敏明（警視庁副総監） - 神山繁
- 池神静夫（警察庁刑事局長） - 津嘉山正種
- 安住武史（警察庁警備局長・警視監） - 大和田伸也
- 警察庁長官官房総務審議官 - 篠原大作
- 警察庁次長 - 原田清人
- 横山邦一（警視庁公安部長・警視監） - 大杉漣
- SIT捜査員（警視庁刑事部捜査第一課特殊班・警部補） - 津田寛治
- SIT女性捜査員 - 久世星佳
- 坂下始の母親 - 大塚良重
- 看護婦 - 木村多江
- 新城賢太郎（警視庁刑事部捜査第一課管理官・警視） - 筧利夫
- 日向真奈美 - 小泉今日子
- 和久平八郎 - いかりや長介

## スタッフ
- 監督 - 本広克行（ROBOT）
- 脚本 - 君塚良一
- 音楽 - 松本晃彦
- 主題歌 - 織田裕二「Love Somebody [Cinema version]」
- 製作 - 村上光一、中村敏夫
- 撮影 - 藤石修
- 照明 - 石丸隆一
- 録音 - 芦原邦雄
- 美術 - 梅田正則
- 編集 - 松尾浩
- 助監督 - 羽住英一郎
- プロデューサー - 亀山千広、臼井裕詞（以上、フジテレビ）堀部徹、安藤親広（以上、ROBOT）
- 協力プロデューサー - 高井一郎、石原隆
- 協力 - NTTドコモ
- 配給 - 東宝
- 制作プロダクション - ROBOT
- 制作 - フジテレビジョン

## 受賞記録
- 第22回日本アカデミー賞[3]
  - 最優秀助演男優賞（いかりや長介）
  - 最優秀録音賞（芦原邦雄）
  - 優秀作品賞
  - 優秀監督賞（本広克行）
  - 優秀主演男優賞（織田裕二）
  - 優秀助演男優賞（柳葉敏郎）
  - 優秀助演女優賞（深津絵里）
  - 優秀脚本賞（君塚良一）
  - 優秀撮影賞（藤石修）
  - 優秀照明賞（石丸隆一）
  - 優秀編集賞（松尾浩）
  - 優秀音楽賞（松本晃彦）
  - 話題賞・俳優部門（織田裕二）[4]
- 第20回ヨコハマ映画祭
  - 日本映画ベストテン第9位[5]
  - 脚本賞（君塚良一）[6]
  - 審査員特別賞（「踊る大捜査線 THE MOVIE」製作チーム）[7]
- わかやま市民映画祭最優秀主演男優賞（織田裕二)
- 第24回おおさか映画祭・助演女優賞（小泉今日子）
- 第72回キネマ旬報ベスト・テン・読者選出日本映画ベスト・テン第3位
- 第53回毎日映画コンクール・日本映画ファン賞
- 第39回優秀映画鑑賞会ベストテン・日本映画ベストテン第7位
- 第8回日本映画批評家大賞・スターライト賞
- 第17回ゴールデングロス賞・最優秀金賞・話題賞[8]

## 関連商品
- VHS（1999年6月15日）
- VHS[完全版] （2000年1月19日）
- DVD通常版（1枚組、2000年7月19日発売）
  - 特典：映画への軌跡、製作秘話（INTRODUCTION、PRODUCTION NOTE：製作者対談、PRODUCTION NOTE：音声解説（オーディオコメンタリー付き本編を再生））、出演者紹介、制作者紹介、保管庫（メイキング、スチール、特報・劇場予告編・TVスポット集・TVプロモーション）隠し映像、オーディオコメンタリー（監督：本広克行×プロデューサー：亀山千広×脚本：君塚良一）
- DVD初回10,000枚限定 特別版（2枚組、2000年7月19日発売）
  - ディスク1：本編DVD（通常版と同様）、ディスク2：特典DVD（『深夜も踊る大捜査線』再編集版）
- DVDトールケース仕様（1枚組、2003年6月18日発売）
  - 特典：通常版と同様、封入特典、リーフレット
- HI-BITエディション版DVD（2004年9月15日発売）
- Blu-ray（1枚組、2010年7月21日発売）
  - 特典：『踊る大捜査線 THE MOVIE3 ヤツらを解放せよ!』劇場予告編、オーディオコメンタリー（DVD版と同様）

### 書籍
- 踊る大捜査線THE MOVIE シナリオガイドブック（キネマ旬報社キネ旬ムック 1999年4月17日）ISBN 4873765129
- 踊る大捜査線スペシャル（フジテレビ出版、1998年10月） ISBN 4594025951 のち（扶桑社文庫、2003年5月30日） ISBN 459403991X
- 踊る大捜査線THE MAGAZINE（ぴあ 1998年10月）ISBN 4-89215-054-1
- 踊る大捜査線研究ファイル（フジテレビ出版、1998年10月） ISBN 978-4-5940-2594-6 のち（扶桑社文庫、2003年5月30日） ISBN 4-5940-3989-8

### CD
- RHYTHM AND POLICE ORIGINAL SOUND TRACK III THE MOVIE F.F.S.S.（ユニバーサルミュージック、1998年10月28日）

## テレビ放映
- 地上波放送・関東地区のみ記載。
- 視聴率はビデオリサーチ調べ。関東地区でのデータ。

| 回数 | 放送局              | 放送枠             | 放送日         | 放送時間    | 放送分数 | 平均世帯 視聴率 | 備考 |
| ---- | ------------------- | ------------------ | -------------- | ----------- | -------- | --------------- | --- |
| 1    | スカイパーフェクTV! |                    | 1999年5月8日   |             |          |                 | 衛星初放送 |
| 2    | フジテレビ          | （なし）           | 2000年1月1日   |             |          | 28.7%           | 地上波初放送 |
| 3    | フジテレビ          | ゴールデン洋画劇場 | 2000年10月7日  | 21:00-22:54 | 144分    | 21.3%           | |
| 4    | フジテレビ          | ゴールデンシアター | 2002年1月5日   | 21:00-22:54 | 144分    | 18.3%           | |
| 5    | フジテレビ          | プレミアムステージ | 2003年10月4日  | 21:00-22:54 | 114分    | 29.6%           | ハイビジョン・マスター版で放送 |
| 6    | フジテレビ          | プレミアムステージ | 2005年10月15日 | 21:00-22:54 | 114分    | 19.6%           | ハイビジョン・リマスター版で放送 |
| 7    | フジテレビ          | 金曜プレステージ   | 2007年10月12日 | 21:00-22:52 | 112分    | 19.4%           | ハイビジョン・マスター版で放送 |
| 8    | フジテレビ          | 土曜プレミアム     | 2009年7月11日  | 21:00-23:30 | 150分    | 11.8%           | 「土曜プレミアム・織田裕二傑作選」と題してハイビジョン・マスター版で放送                                                                                                   |
| 9    | フジテレビ          | 土曜プレミアム     | 2010年7月10日  | 21:00-23:30 | 150分    | 19.0%           | |
| 10   | フジテレビ          | 土曜プレミアム     | 2012年10月20日 | 21:00-23:30 | 150分    | 14.0%           | 「映画 踊る大捜査線 THE FINAL 新たなる希望 大ヒット御礼スペシャル」と題してハイビジョン・マスター版で放送                                                                  |
| 11   | BSフジ              | 4Kシアター         | 2019年6月9日   | 21:00:23:25 | 145分    |                 | 「6週連続!踊る大捜査線」と題して劇場版（「交渉人」、「容疑者」含む）全作を4Kリマスター&完全ノーカットで放送する第1作目として放送                                           |
| 12   | フジテレビ          | 土曜プレミアム     | 2024年9月28日  | 21:00-23:30 | 150分    | 9.7%            | 「踊るプロジェクト」の最新映画2部作「室井慎次 敗れざる者」（10月11日公開）、「室井慎次 生き続ける者」（11月15日公開）の公開記念」と題し、4Kリマスター&完全ノーカットで放送 |
| 13   | BSフジ              | 4Kシアター         | 2024年12月29日 | 20:30-23:00 | 150分    |                 | |